# 孫杰 (萬曆進士)
孫杰（？—？），號萬我，浙江杭州府钱塘县軍籍。明朝政治人物。

## 生平
万历四十年（1612年）壬子科浙江乡试五十七名举人，四十一年（1613年）联捷癸丑科進士，四十四年任富顺县知县，洁己爱人，邑称父母。且襟怀酒落，不染宦情。簿书余，闲吟咏自适。常游翠屏山，题额联石壁。隶书甚工，骚人墨士往往珍之。寻内升主事。
泰昌元年（1620年）十月考选，授礼科给事中，交章言福建巡抚王士昌赃私狼籍，流毒地方；大同巡抚胡来朝伎俩无奇，病体久痼，帝命士昌解任回籍，来朝候病痊推补。疏论刑部尚书黄克缵。天啓元年三月奉使册封藩王，八月升刑科右给事中，以附魏忠贤，疏劾辅臣刘一燝、冢卿周嘉谟，为清议所弃。二年三月出为江西湖西道右参议，引疾归。杨涟劾魏忠贤二十四罪，第一条即交通孙杰，去阁臣刘一燝、冢臣周嘉谟，急欲剪己之忌，不容皇上不改父之臣。魏忠贤柄政后，四年召升京堂，拜大理寺右寺丞，五年十一月升大理寺左少卿，六年二月升工部添设右侍郎，协理工程，陈摉括六款，六月督理城守事务，寻代徐大化为工部右侍郎，八月升兵部添设左侍郎，仍管大工事，工部尚书薛凤翔言大工拮据，臣与杰同寅协恭，经营将作，若左右手，乞留部督察大工，从之。十月以皇极殿成加恩，升工部尚书，仍管左侍郎事。七年八月以宁锦大捷，升一级，荫一子入监读书，赏银四十两、大红紵丝二表里。加太子太保，照旧管事。又以殿工加恩，加少保兼太子太保，荫一子中书舍人，赏银五十两、大红紵丝三表里。天啓驾崩，协理陵工，专管石料。魏忠贤诛，崇祯元年六月被劾罢削籍，名入逆案，以交结近侍又次等论徒三年，输赎为民。

## 家族
曾祖孫輝，祖父孫喬，俱千户。父孫敏謙。